# アングシ氷河
アングシ氷河は、ヒマラヤ山脈の北側斜面に存在する氷河。中国のチベット自治区内に当たる。

## 国際河川の源流
座標は北緯30度20分53秒、東経82度2分41秒である。
南アジアを流れる主要な河川のブラマプトラ川の源流はチベット高原に存在する。チベットにおいてブラマプトラ川はヤルンツァンポ川と呼ばれ、ヤルンツァンポ川の源流部にアングシ氷河がある。アングシ氷河から流れ出したヤルンツァンポ川は地球上で最も標高の高い場所を流れる河川であり、その標高は6020 mである。
ヤルンツァンポ川の水量は融雪が起こる夏期に多くなる。アングシ氷河に端を発したヤルンツァンポ川は、インドに入るとブラマプトラ川と名称を変え、さらにバングラデシュに入るとジャムナ川と名称を変える。ジャムナ川はガンジス川に合流し、最終的にベンガル湾に注いでいる。
つまり、まずはヒマラヤ山脈から氷河として北に流れ、その後は東に流れて、最後は南へと流れてインド洋へと注いでいる。
なお、チベット高原は、中国方向、東南アジア方向、南アジア方向などへ流れる主要な河川の源流域に当たり、「アジアの給水塔」と呼ばれる事もある。アングシ氷河はヒマラヤ山脈の北側斜面にありながら、太平洋の沿海へ流れるユーラシア大陸の大陸分水嶺に比較的近い場所ではあるものの、この大陸分水嶺のインド洋側に存在している。

## 気候変動の影響
21世紀初頭において、地球上の淡水が氷の形で存在している主要な場所として、南極、北極に次いで、アングシ氷河のあるチベット高原が挙げられる。ヒマラヤ山脈の氷河は、地球温暖化の影響で20世紀末から21世紀初頭にかけて縮小傾向にある。氷河の発生源である雪は積雪の状態で水を貯蔵しており、ヤルンツァンポ川の水量は融雪が起こる夏期に多くなるが、積雪には氷の状態で水を貯蔵する以外に、積雪がある状態が続く事は地下水を涵養する効果も大きい事が知られている。